# Sida cordata
Sida cordata är en malvaväxtart som först beskrevs av Nicolaas Laurens Nicolaus Laurent Burman, och fick sitt nu gällande namn av Borss. Waalk.. Sida cordata ingår i släktet sammetsmalvor, och familjen malvaväxter. Utöver nominatformen finns också underarten S. c. nasirii.

## Bildgalleri

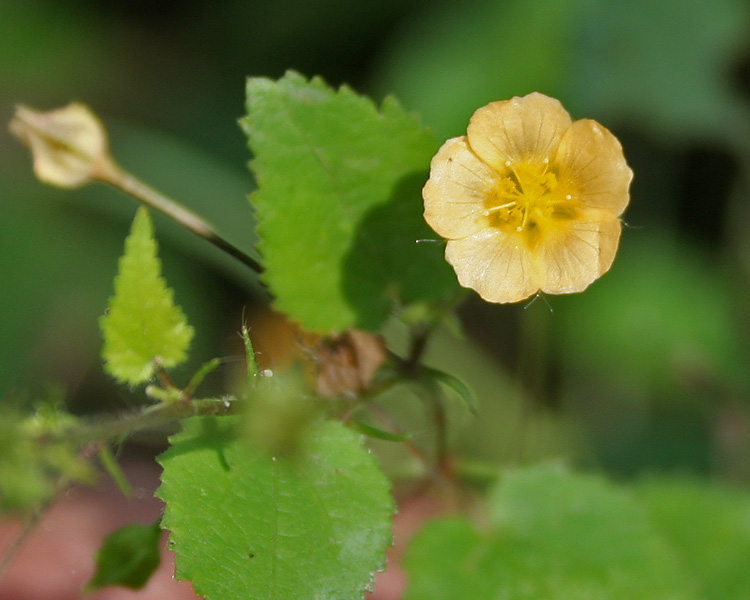
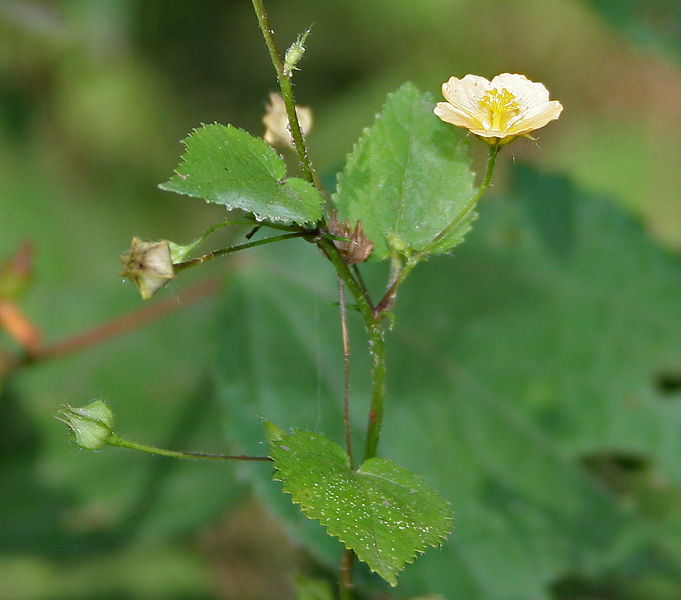
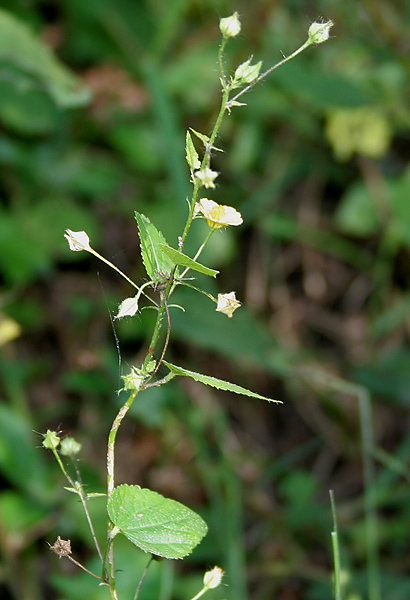